# پایگاه هوایی می‌دوی
پایگاه هوایی می‌دوی (به انگلیسی: Midway Aerodrome) یک فرودگاه همگانی است که یک باند فرود چمن دارد و طول باند آن ۱۰۶۷ متر است. این فرودگاه در کشور کانادا قرار دارد و در ارتفاع ۵۷۸ متری از سطح دریا واقع شده‌است.